# Печера МАН

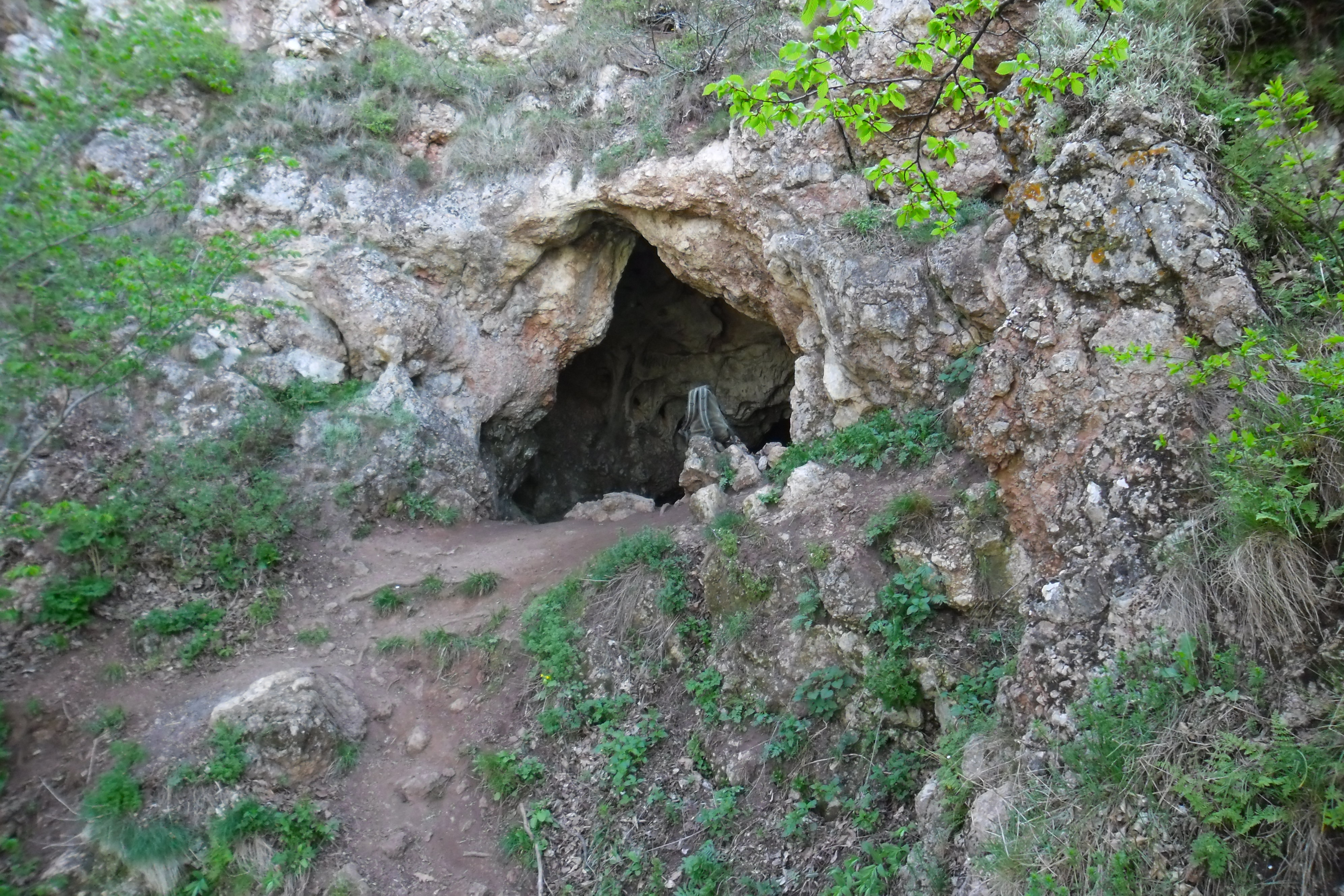
Вхід до печери МАН (верхній ярус)

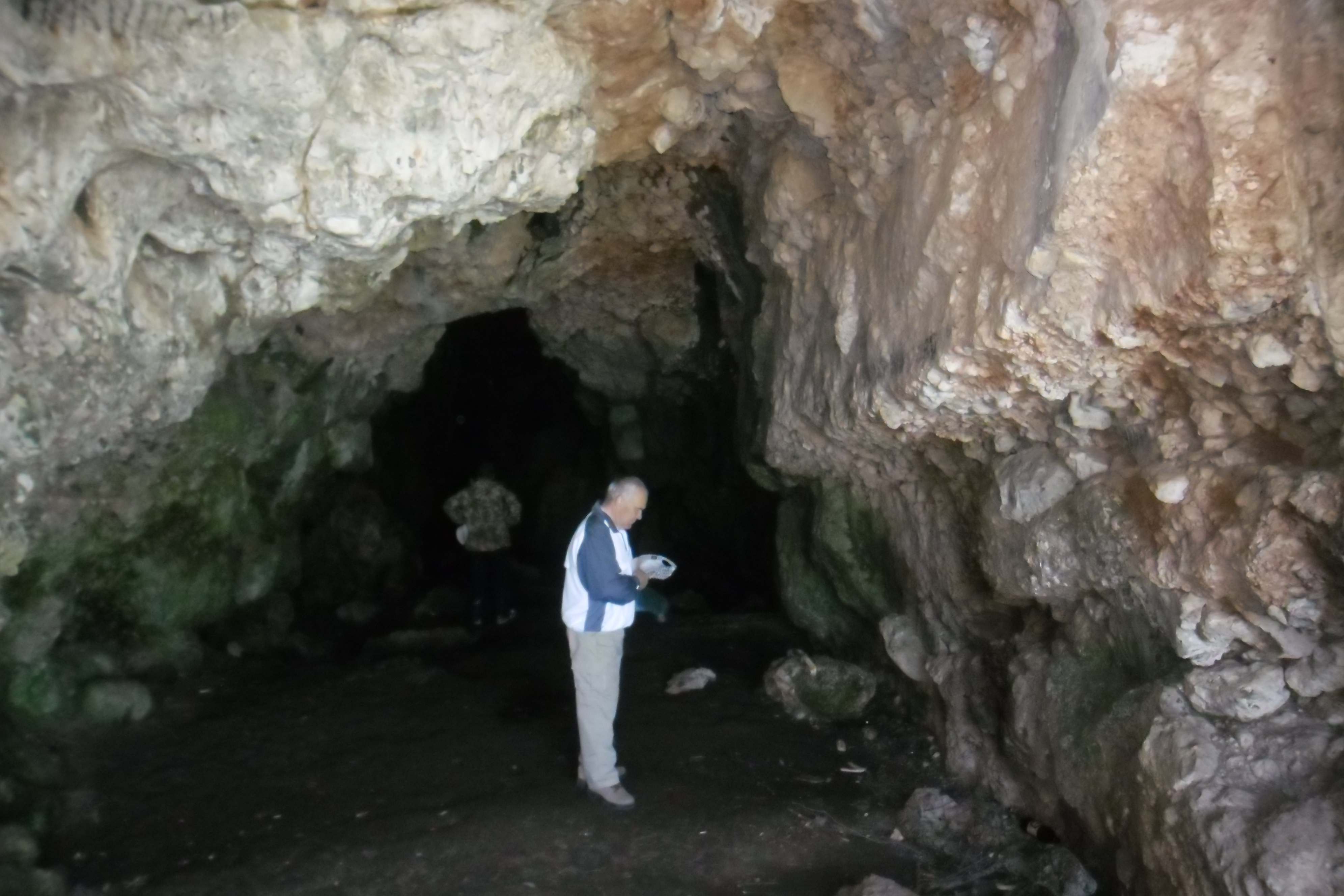
У печері МАН, 2013 р.

Пече́ра МАН (грот) — печера в Криму, на північному схилі Демерджі.

## Історія і загальний опис
Відкрита і досліджена у 1963 році школярами-краєзнавцями, члени археологічного гуртка української Малої Академії Наук. Склепіння верхнього ярусу печери від 3,5 м над входом, до 10 м у центрі, довжина печери приблизно 30 метрів. У печері вогко, напливів порівняно небагато. У печері були знайдені прадавні наскельні малюнки, які до наших днів не збереглися, а також безліч кісток тварин. У кінці печери — обвал і прохід до 30-метрового колодязя. Останній веде до нижнього ярусу печери, якого можна дістатися тільки маючи відповідне спорядження. На стінках печери — натічні утворення.

## Шлях до печери МАН
Зручним є шлях до печери МАН від перевалу МАН. Він пролягає по північній частині Демерджі (верхня стежка). Орієнтирами є почергово (від перевалу МАН): невеликий ліс — тур — скеля-стіна.

## Галерея

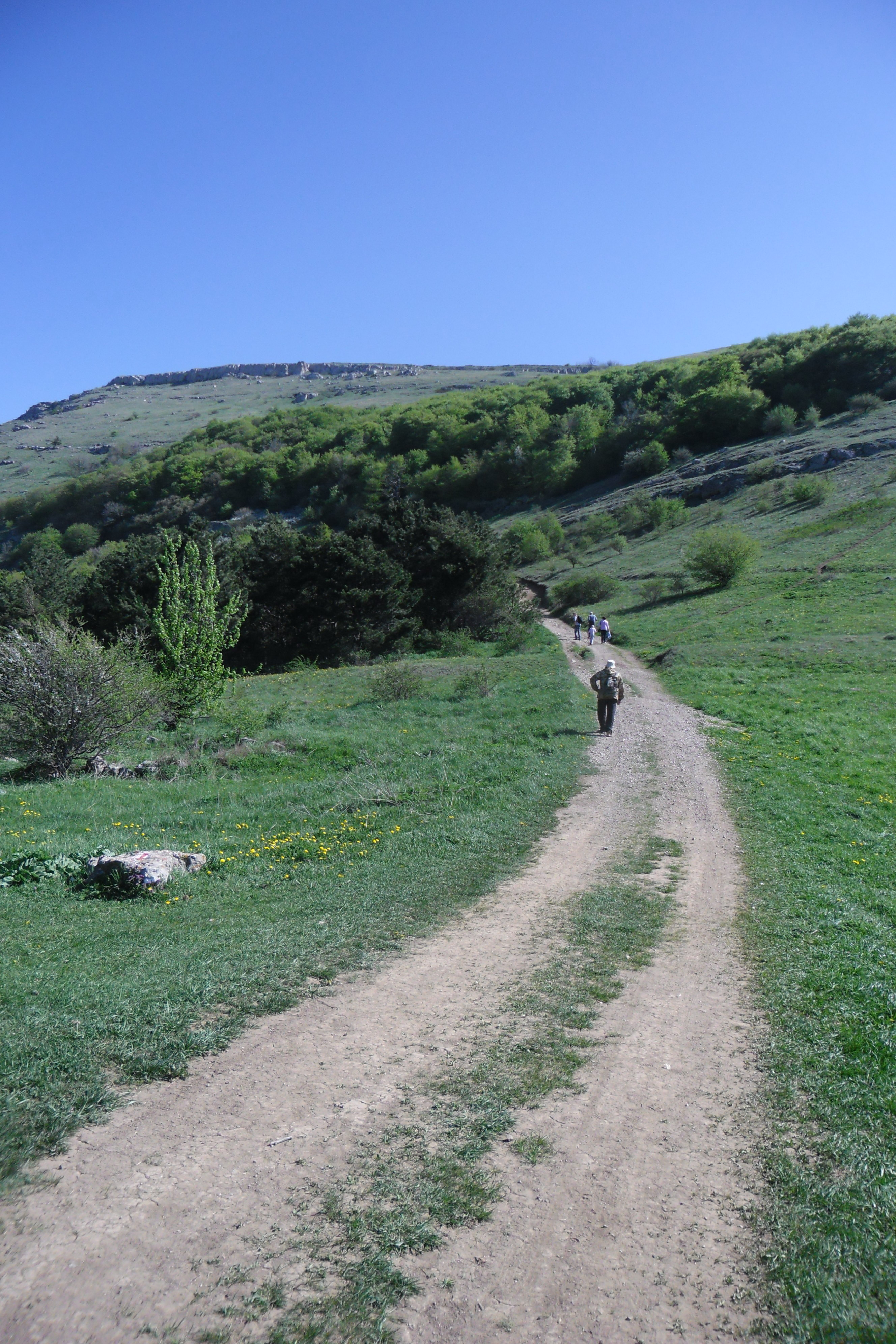
Початок шляху до печери МАН від перевалу МАН
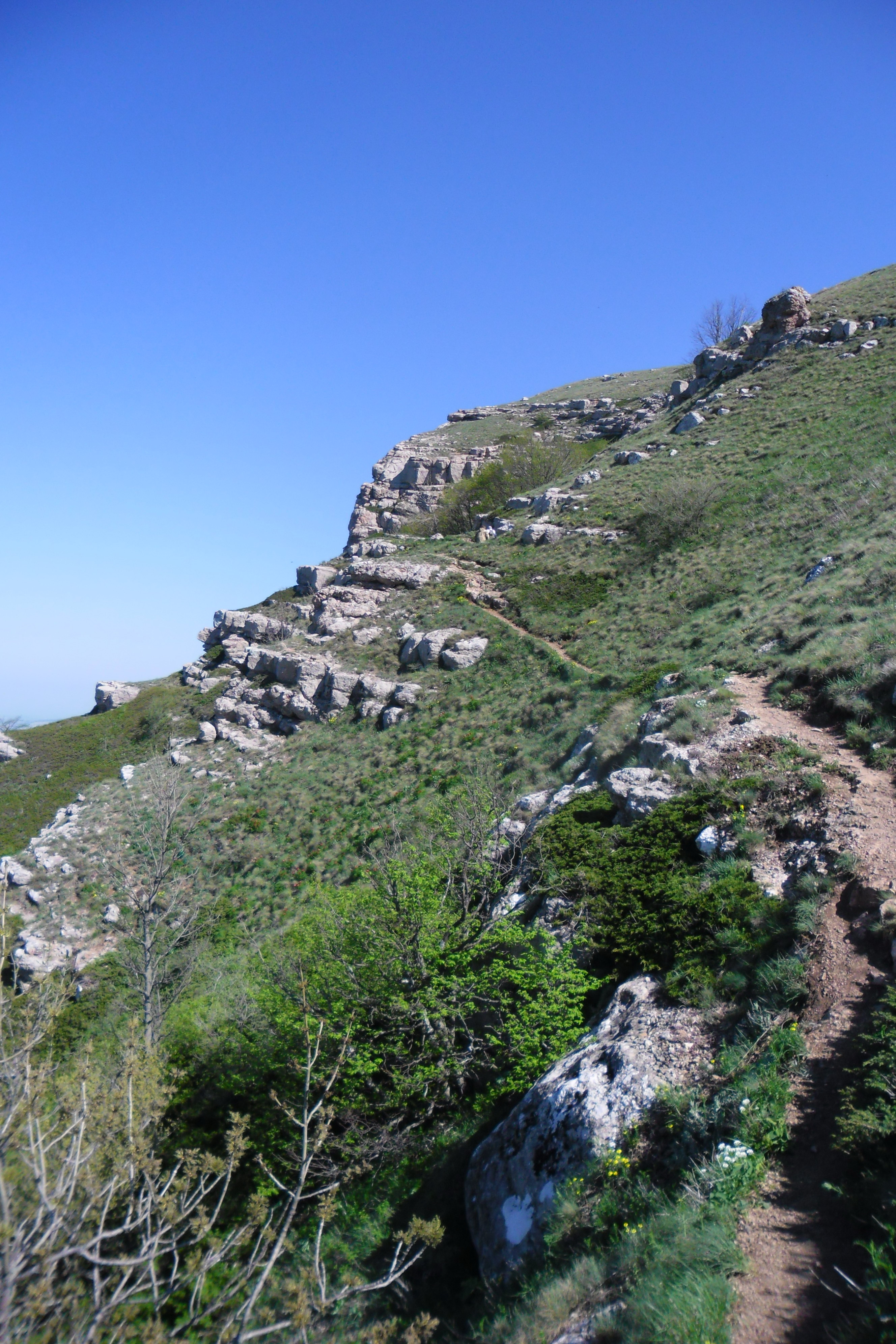
Верхня стежка на печеру МАН
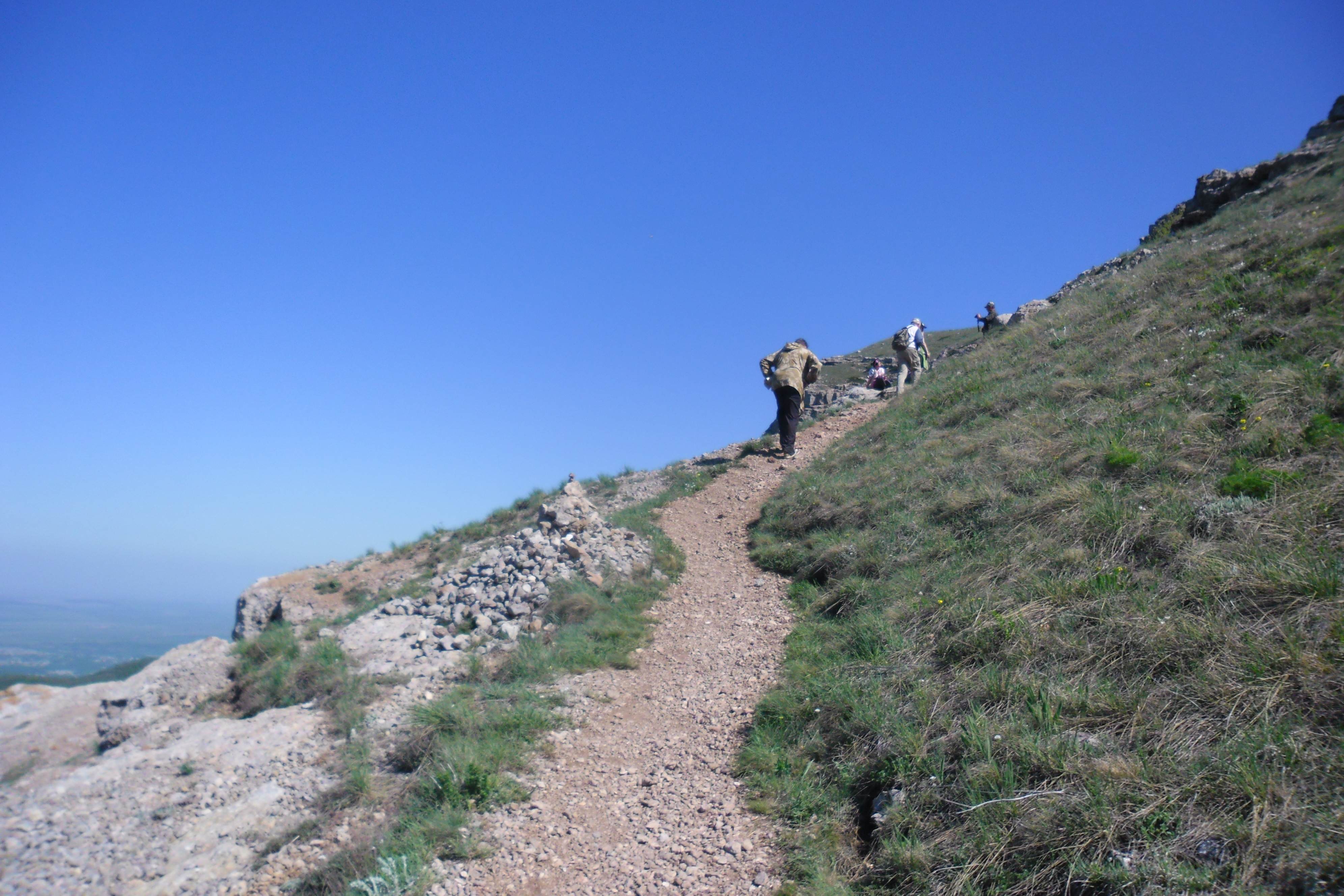
Верхня стежка на печеру МАН (фрагмент із туром)
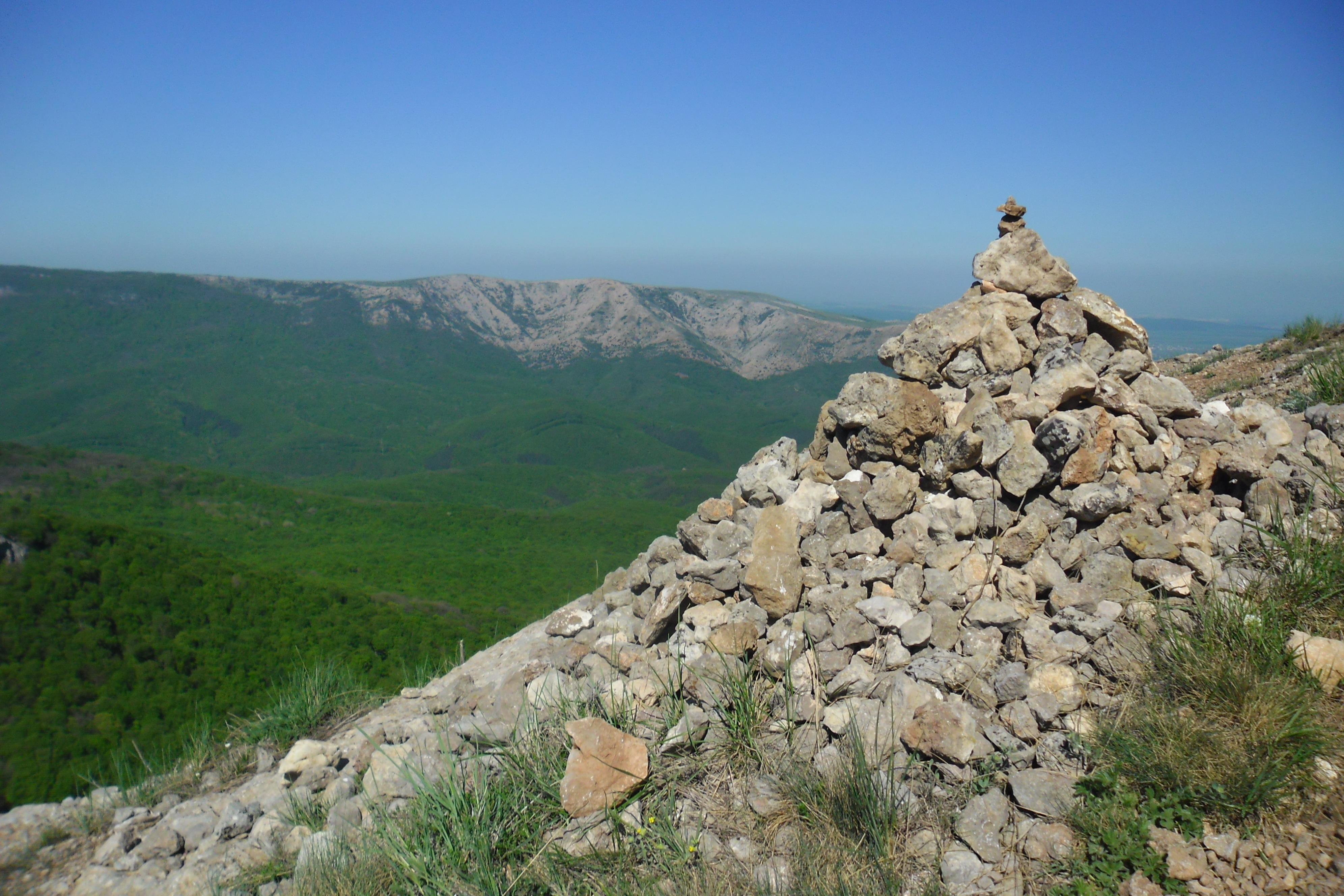
Тур на шляху до печери МАН
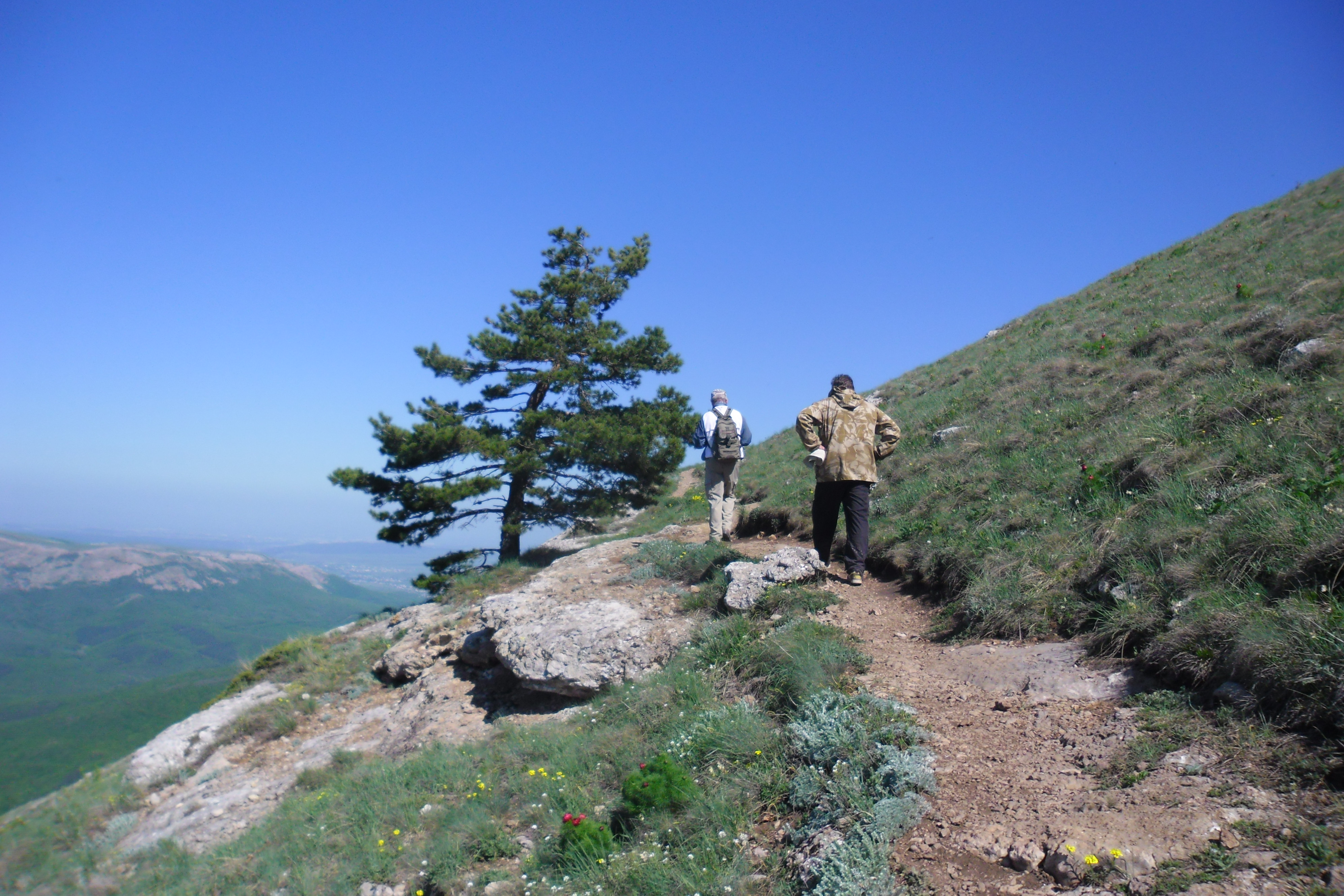
Верхня стежка на печеру МАН
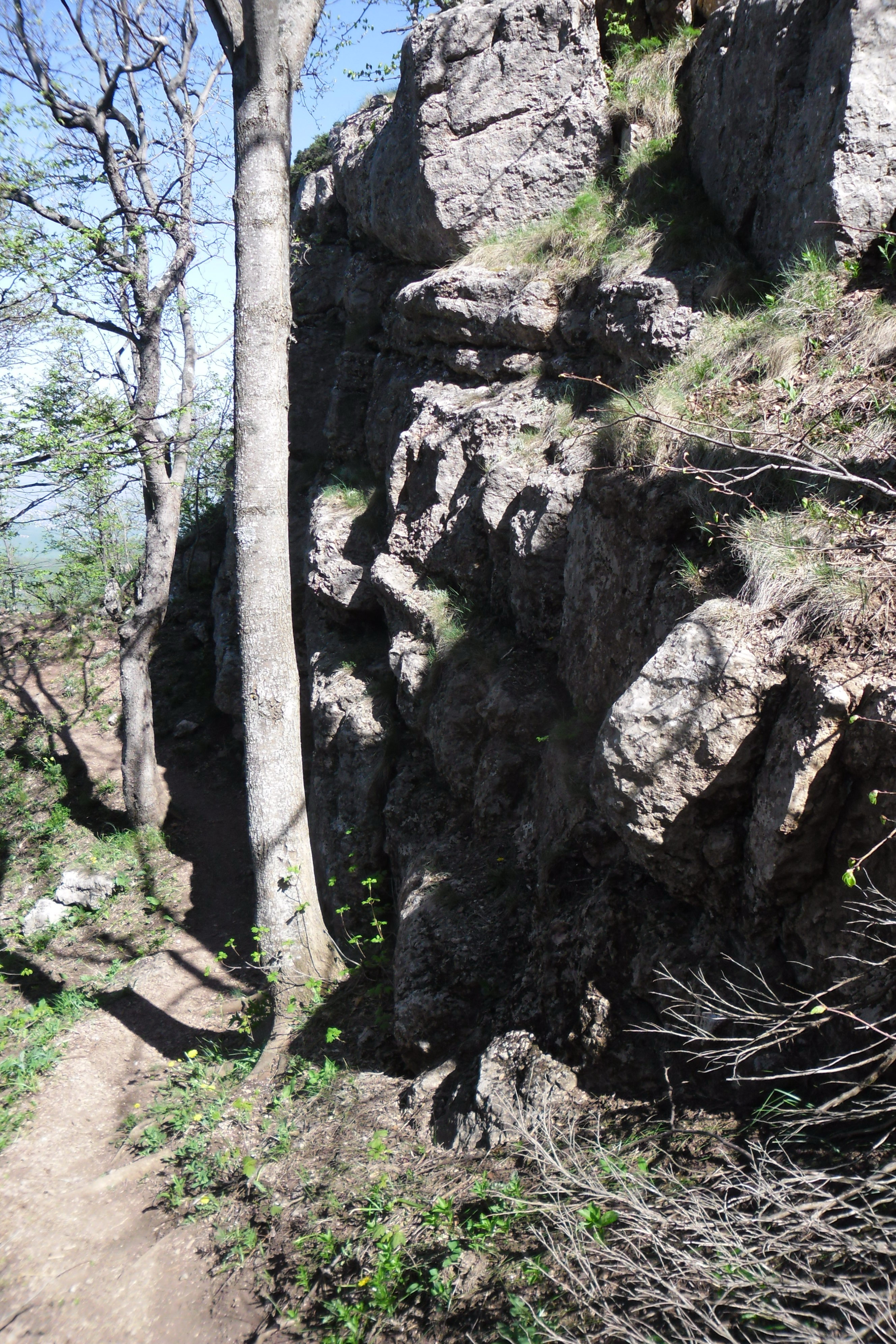
Скелі безпосередньо перед печерою МАН
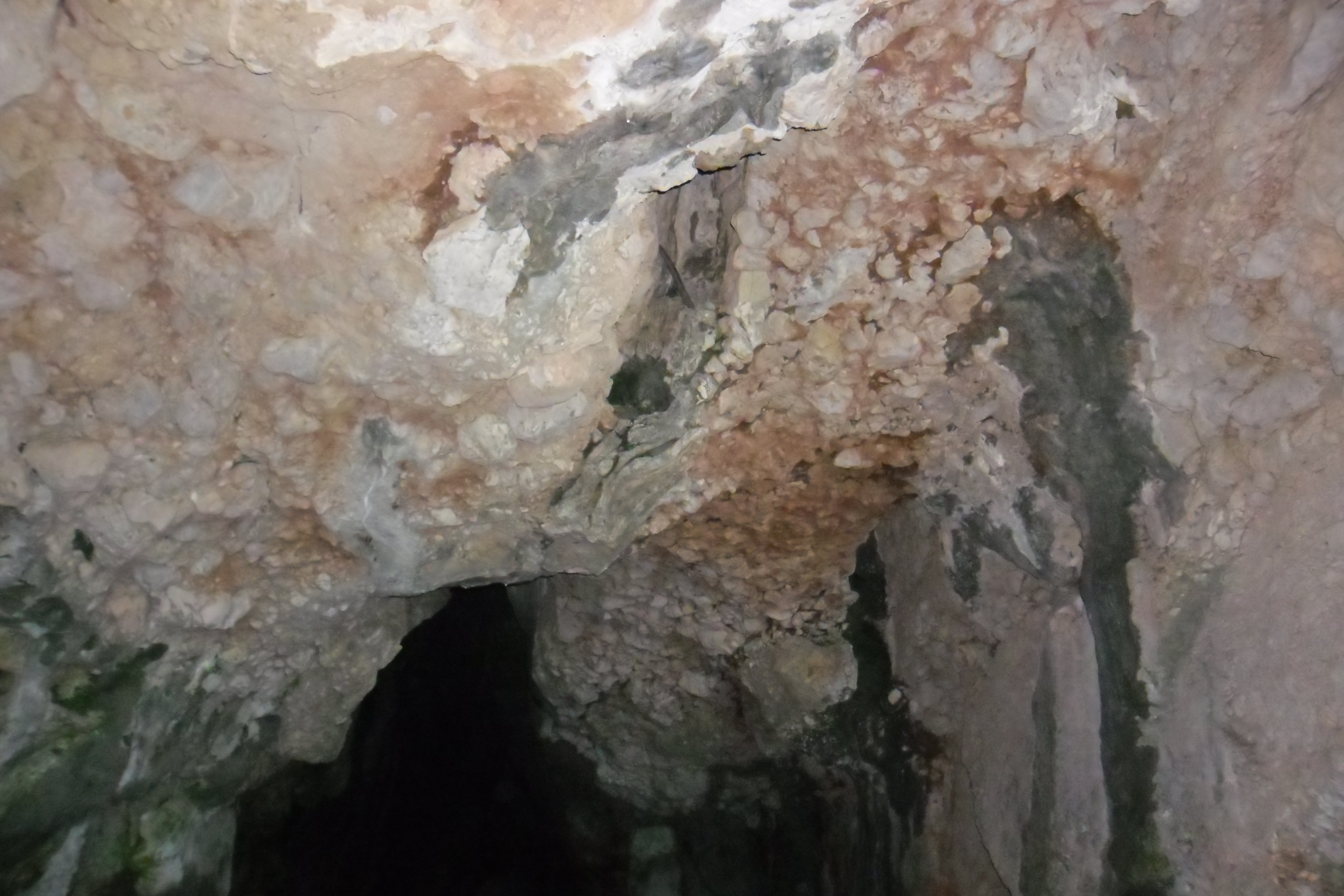
Натічні мінеральні утворення на стелі печери МАН
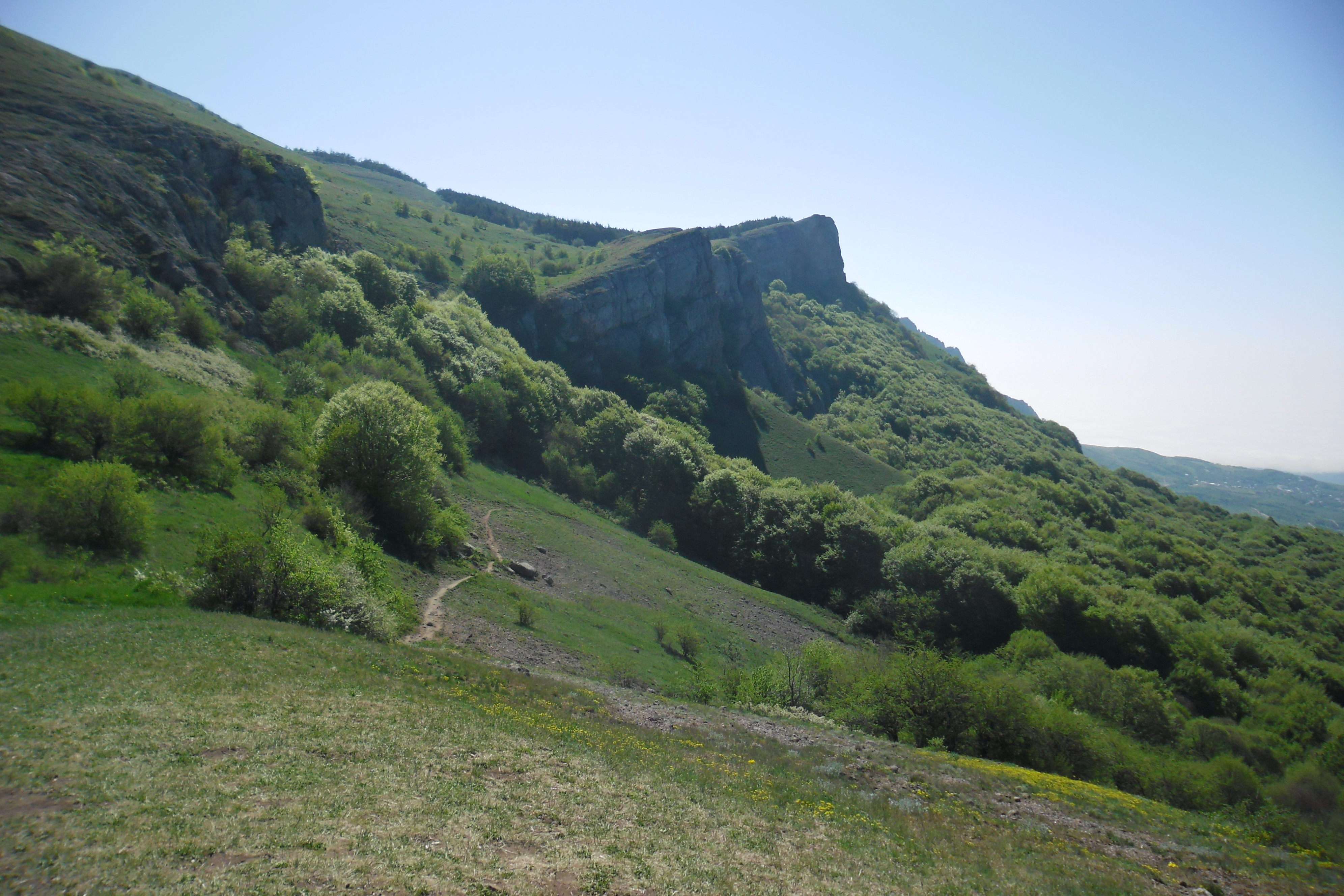
Стежка до печери МАН
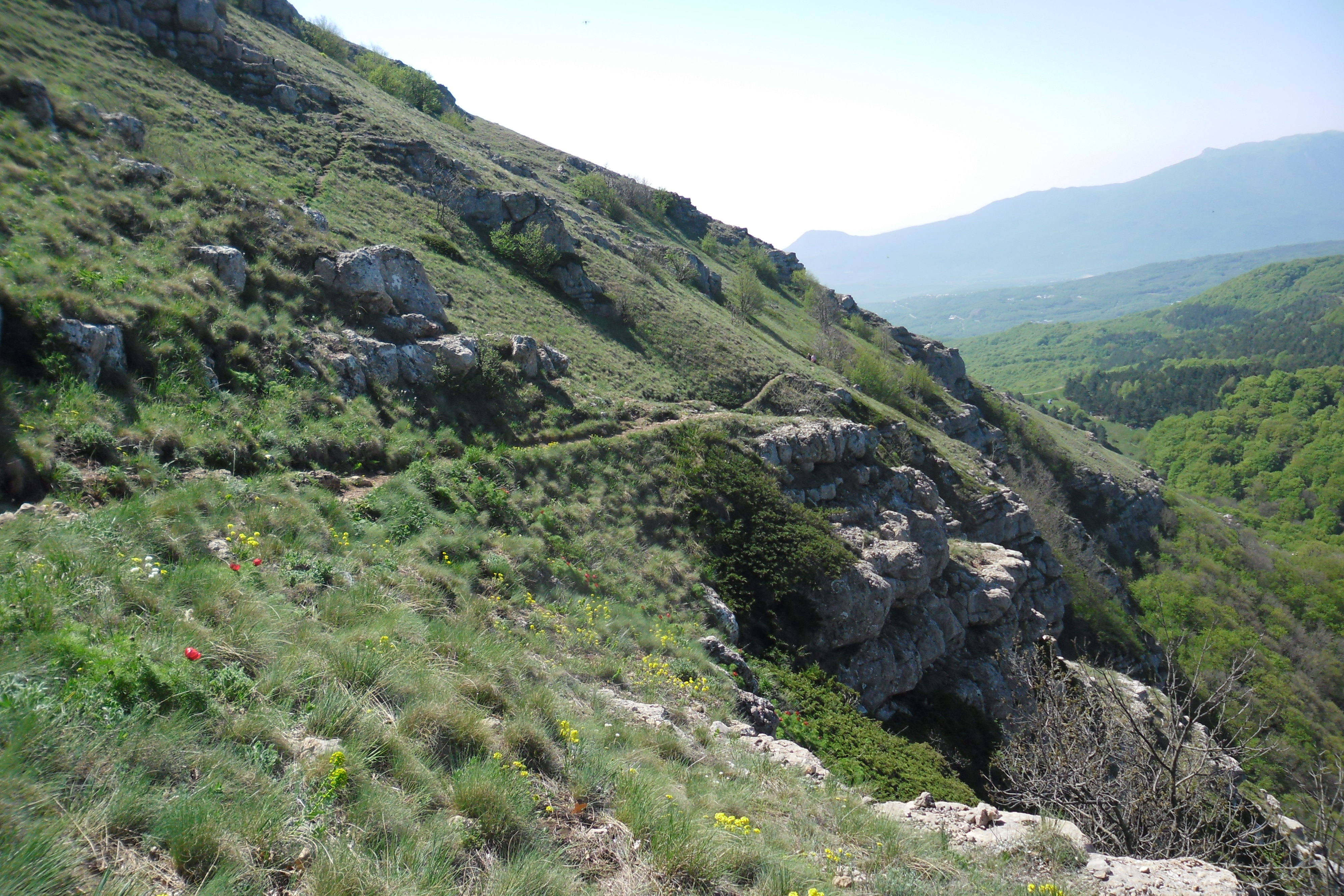
Стежка до печери МАН
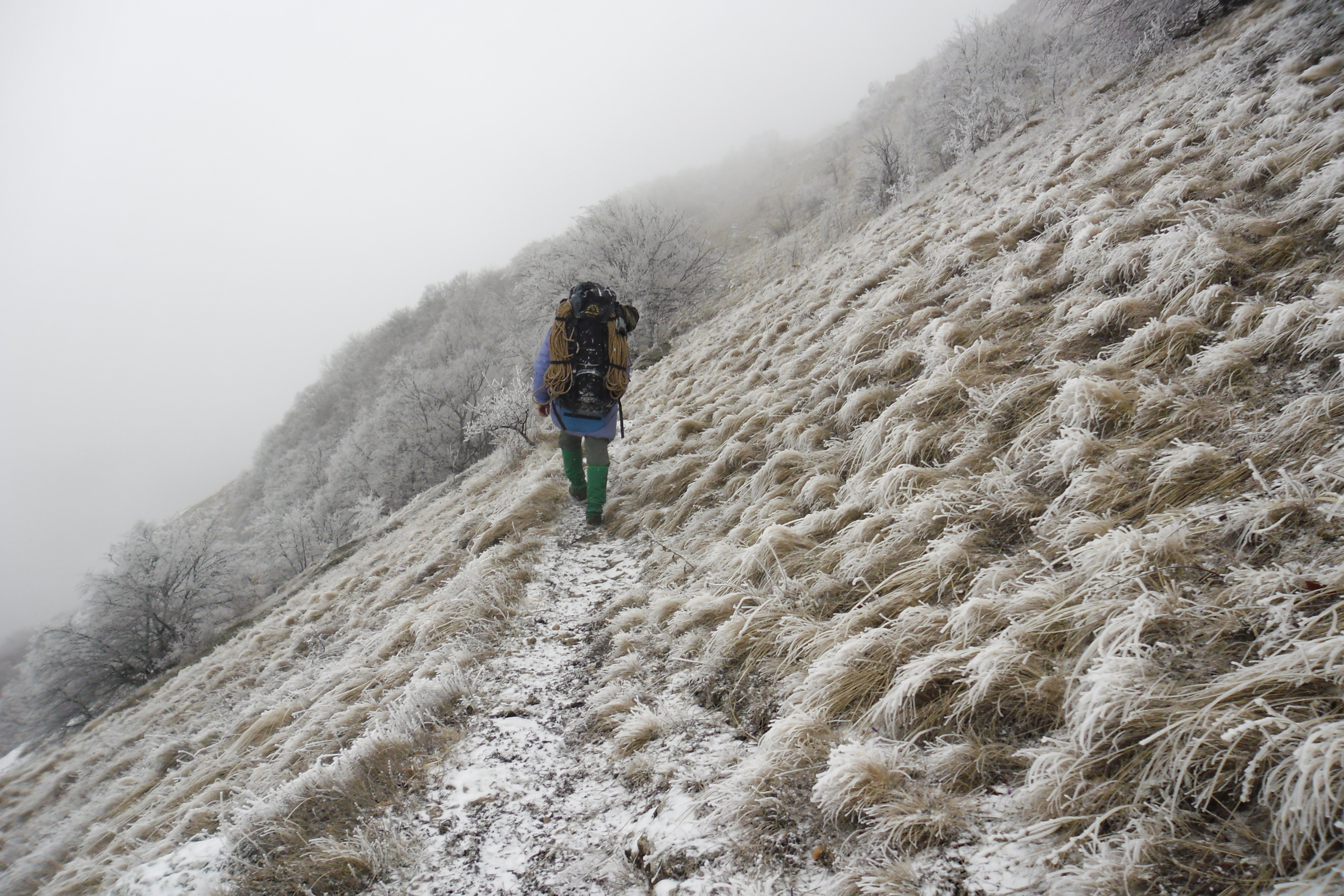
Шлях до Печери МАН взимку